# Francesco Cinieri
Francesco Cinieri ist ein italienischer Filmschaffender.

## Leben
Cinieri arbeitete seit 1955 in verschiedenen Funktionen für das Kino: Von 1955 bis Mitte der 1970er Jahre war er an vielen Produktionen als Regieassistent oder Regisseur des Zweiten Stabes beteiligt; in diese Zeit fällt auch sein einziger Beitrag als alleiniger Filmregisseur, eine 1961 entstandene Episode zum Film Cronache del '22. Nach Tätigkeiten in der Filmproduktion und dem Filmvertrieb war er von 1975 bis 1991 als Casting-Chef für internationale, in Italien gedrehte Produktionen, tätig.

## Filmografie
- 1961: Cronache del '22 (eine Episode, Regie)